# Batalha de Wolf 359
A Batalha de Wolf 359 é uma batalha espacial fictícia dentro do universo Star Trek entre a Federação Unida dos Planetas e a Coletividade Borg, no ano de 2367 no sistema de Wolf 359. O pós batalha é mostrado no episódio "The Best of Both Worlds, Part II", de Star Trek: The Next Generation, enquanto a batalha em si é mostrada em "Emissary", episódio piloto de Star Trek: Deep Space Nine. A batalha foi uma das confrontações mais destrutivas da história da Federação antes da Guerra dos Dominion.

## Prelúdio
Em 2366, a USS Enterprise-D chegou em Jouret IV depois que contato foi perdido com a colônia de Nova Providência doze horas antes. A colônia foi encontrada completamente destruída, literalmente arrancada da superfície do planeta.
O Almirante J. P. Hanson e a Tenente-Comandante Shelby chegaram para investigar o desaparecimento. Foi determinado que a colônia foi destruída usando armas similares àquelas do Cubo Borg que a Enterprise encontrou no Sistema J-25 um ano antes. A Frota Estelar imediatamente colocou toda a frota em alerta amarelo e começou a se preparar para uma invasão Borg.
Hanson retornou  para a Base Estelar 324 para discutir estratégias com o Comando da Frota Estelar. Mais tarde, a USS Lalo enviou uma mensagem indicando que ela havia avistado uma nave de formato cúbico, antes do sinal ser cortado no meio da transmissão. A Enterprise foi enviada para investigar o desaparecimento da Lalo. No caminho eles fizeram contato com um Cubo Borg. Os Borg exigiram que o Capitão Jean-Luc Picard se entregasse para um propósito não específicado. Depois de uma breve troca de fogo, a Enterprise se escondeu na Nebula de Paulson.
Depois da Enterprise sair da nebulosa, Picard foi capturado e o Cubo se dirigiu com velocidade máxima em direção a Terra. Depois de conseguir tirar o Cubo de dobra, foi revelado que Picard havia sido assimilado, tendo se tornado Locutus dos Borg. Depois do ataque planejado da Enterprise ter falhado, por os conhecimentos de Picard terem sido assimilados pela Coletividade, o Cubo continuou seu caminho para a Terra deixando a Enterprise para trás.

## A batalha
Em 2367, o Cubo Borg entrou no sistema de Wolf 359. Locutus se comunicou com a frota, ordenando que eles se desarmassem e o escoltassem até o Sistema Solar. Imediatamente após, a frota atacou os Borg.
A USS Melbourne foi a primeira nave a ser destruída, com sua seção do disco sendo vaporizada durante seu ataque. Logo depois a USS Saratoga foi neutralizada. Quando a USS Yamaguchi e a USS Bellerophon tentaram resgatar as duas naves, elas, também, foram destruídas, junto com inúmeras outras naves que entraram na zona de combate.
Depois de apenas alguns minutos de batalha, a frota da Federação deparou-se com a derrota total. O Almirante Hanson tentou juntar as naves restantes para um último ataque desesperado, porém sua nave foi destruída pouco depois. Suas palavras finais foram para o Capitão William T. Riker da Enterprise, com quem ele havia se comunicado brevemente durante a batalha. AS comunicações foram cortadas no meio da transmissão, e nenhuma outra foi recebida.
No final, 39 naves estelares foram destruídas, para um total de 11.000 baixas. Muitos foram assimilados, enquanto apenas uma nave estelar conseguiu escapar do massacre.

## Pós-batalha
Depois da batalha, o Cubo continuou seu curso em direção a Terra, completamente intacto. A Enterprise, tendo finalizado seus reparos, correu para alcançá-lo. Usando o recapturado Locutus e sua ligação com a mente coletiva dos Borg, a tripulação da Enterprise conseguiu implantar comandos subversivos para desativar e destruir o Cubo, já na órbita da Terra.
Embora o desfecho da invasão poderia ter sido muito pior, o resultado da batalha foi desastroso para a Frota Estelar. A perda de tantas naves estelares deixou a Federação Unida dos Planetas despreparada para quaisquer conflitos substanciais. A Comandante Shelby assumiu o comando da força tarefa para reconstruir a Frota Estelar, levando um ano para o número de naves da frota voltar aos números originais antes da batalha.
Depois de seu resgate, Picard experimentou uma intensa culpa pelas milhares de vidas que foram perdidas usando seu conhecimento.